# 熊本県道145号瀬田熊本線
熊本県道145号瀬田熊本線（くまもとけんどう145ごう せたくまもとせん）は、熊本県菊池郡大津町から熊本市中央区に至る一般県道である。

## 概要
起点と終点付近を除く全線で白川の南側を並行している。なお、一部区間において道幅の狭い箇所が複数あるため、走行の際は注意が必要。

### 路線データ
- 起点：熊本県菊池郡大津町大字瀬田（内牧橋、熊本県道207号瀬田竜田線交点）
- 終点：熊本県熊本市中央区南千反畑町（明午橋通り交差点、国道3号交点）

## 路線状況

### 重複区間
- 熊本県道138号辛川鹿本線（菊池郡菊陽町大字辛川）
- 熊本県道235号益城菊陽線（熊本市東区弓削町 - 熊本市東区石原）
- 熊本県道232号小池竜田線（熊本市東区上南部4丁目 - 熊本市東区上南部1丁目）

## 地理

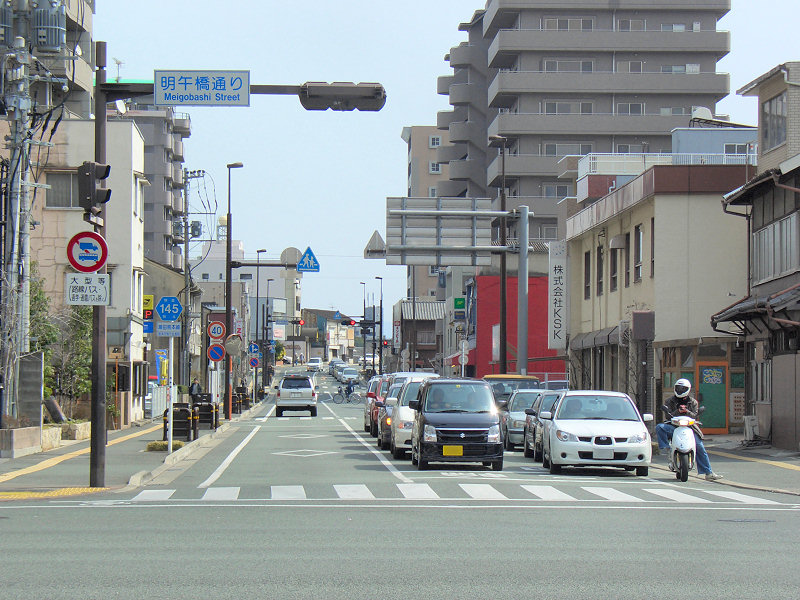
終点の様子

### 通過する自治体
- 菊池郡大津町
- 菊池郡菊陽町
- 熊本市（東区 - 中央区）

### 交差する道路
| 交差する道路                         | 市町村名 | 市町村名 | 交差する場所 | 交差する場所            |
| ------------------------------------ | -------- | -------- | ------------ | ----------------------- |
| 熊本県道207号瀬田竜田線              | 菊池郡   | 大津町   | 大字瀬田     | 内牧橋 / 起点           |
| 熊本県道208号外牧大林線              | 菊池郡   | 大津町   | 大字錦野     |                         |
| 熊本県道225号山西大津線              | 菊池郡   | 大津町   | 大字錦野     |                         |
| 熊本県道211号岩坂陣内線              | 菊池郡   | 大津町   | 大字岩坂     |                         |
| 熊本県道36号熊本益城大津線           | 菊池郡   | 菊陽町   | 大字戸次     | [ 注釈 1 ]              |
| 国道443号                            | 菊池郡   | 菊陽町   | 大字馬場楠   | 馬場楠交差点            |
| 熊本県道209号曲手原水線              | 菊池郡   | 菊陽町   | 大字曲手     |                         |
| 熊本県道138号辛川鹿本線 重複区間起点 | 菊池郡   | 菊陽町   | 大字辛川     |                         |
| 熊本県道138号辛川鹿本線 重複区間終点 | 菊池郡   | 菊陽町   | 大字辛川     |                         |
| 熊本県道138号辛川鹿本線 / バイパス   | 熊本市   | 東区     | 鹿帰瀬町     | 運動公園北交差点        |
| 熊本県道235号益城菊陽線 重複区間起点 | 熊本市   | 東区     | 弓削町       |                         |
| 熊本県道235号益城菊陽線 重複区間終点 | 熊本市   | 東区     | 石原         |                         |
| 国道57号                             | 熊本市   | 東区     | 石原         | 運動公園入口交差点      |
| 熊本県道231号託麻北部線              | 熊本市   | 東区     | 石原         |                         |
| 熊本県道232号小池竜田線 重複区間起点 | 熊本市   | 東区     | 上南部4丁目  |                         |
| 熊本県道232号小池竜田線 重複区間終点 | 熊本市   | 東区     | 上南部1丁目  |                         |
| 国道3号 / 熊本北バイパス             | 熊本市   | 東区     | 新南部6丁目  | 新南部六丁目交差点      |
| 国道3号                              | 熊本市   | 中央区   | 南千反畑町   | 明午橋通り交差点 / 終点 |

### 交差する鉄道
- 豊肥本線

### 沿線にある施設など
- 菊陽町立菊陽南小学校
- 熊本市立託麻北小学校
- JR九州豊肥本線 東海学園前駅
- 熊本電気鉄道藤崎線 藤崎宮前駅
- 白川
- 熊本刑務所
- 東海大学 熊本キャンパス
- 東海大学付属熊本星翔高等学校
- 熊本学園大学
- 熊本県民総合運動公園
- ゆめタウンサンピアン
- 藤崎八旛宮